# تشارلز هنري روب
تشارلز هنري روب (بالإنجليزية: Charles Henry Robb)‏ (و. 1867 – 1939 م) هو محام، وقاض من الولايات المتحدة الأمريكية .
وهو عضو في الحزب الجمهوري .